# 趙鏊
趙鏊（1476年—？年），字用之，四川夔州府新寧縣人，民籍。

## 生平
治《春秋》，行三，由國子生中式四川鄉試第四十八名舉人，年三十三歲中式正德三年（1508年）戊辰科會試第八十五名，第三甲第二百十名進士。历官大理寺副，十年四月官员考察，以不谨冠带闲住。

## 家族
曾祖趙榮，知县。祖父趙琛，府经历。父趙孟方。母范氏；继母陳氏。具庆下。兄福、禄、弟凤。